# Моав
Моа́в (на иврит: מוֹאָב; на гръцки: Μωάβ) – историческа област в западна Йордания. Представлява сухо плато, намиращо се в близост до източния бряг на Мъртво море и южните течения на река Йордан. Споменава се в Стария Завет, според който моавците са потомци на Лот. От Земята Моав произхожда Рут, която е главна героиня в Книга Рут - част от Стария завет. Рут е прабаба на цар Давид и предшественичка на Исус Христос (Мат 1:5, 6).
Като столици на Моав са посочвани Дивон, Кериот (идентифициран от някои с Ар въз основа на Амос 2:2) и Кир-Харешет (4 Ца 3:25), идентифициран от някои с Кир-Моав от Исаия 15:1.
Известно време Моав е бил във васална зависимост от Израил, но след смъртта на Ахав се отделя отново като независимо царство (4 Цар 3:4, 5).